# 南風原北インターチェンジ
南風原北インターチェンジ（はえばるきたインターチェンジ）は、沖縄県島尻郡南風原町宮平にある、那覇空港自動車道（南風原道路）のインターチェンジ。

## 歴史
- 2000年（平成12年）6月28日：西原JCT - 南風原南IC間開通に伴い、供用開始[1]。

## 周辺
- 旧陸軍病院壕跡
- イオン南風原店（イオン南風原ショッピングセンター）

## 接続する道路
- 直接接続
  - 国道329号

## 隣
E58 那覇空港自動車道（南風原道路）
(1-1) 西原JCT - (A1) 南風原北IC - (A2) 南風原南IC